# ألبرت أ. راي
ألبرت أ. راي هو سياسي أمريكي، ولد في 6 سبتمبر 1858 في كاب جيراردو في الولايات المتحدة، وتوفي في 23 فبراير 1924 في ويست أورنج في الولايات المتحدة. نشط حزبياً في الحزب الجمهوري. وقد انتخب عضو جمعية ولاية نيويورك ‏ وانتخب عضو مجلس ولاية نيويورك ‏.